# Варлаам Калабрийски
Варлаам Калабрийски или Варлаам от Калабрия (роден със светско и латинско име Бернардо Масари) е калабрийски монах, писател, философ и теолог, който завършва земните си дни в лоното на Римокатолическата църква в сан като епископ на Джераче. 
Варлаам е инициатор и активен участник в богословско-философско движение във Византия от XIV век, известно като варлаамитство, което се противопоставя и противоборства на друго такова на изток в православната църква – исихазма и на учението на Григорий Акиндин.
Учението на Варлаам бил осъдено като еретическо от Източната църква, а това на Григорий Палама – паламитството или исихазма утвърдено като канонично.
Варлаам е роден в Калабрия, Южна Италия, в православно гръцко семейство. Около 1330 г. той се преселва в Цариград, където встъпва във висшите църковни и политически среди около император Андроник III Палеолог, който му дава длъжност преподавател в университета. По-късно става игумен на манастира на Спасителя в Солун, а императора му възлага две поверителни държавни мисии. През 1333-1334 г., Варлаам провежда преговори за сключване на уния с римокатолическата църква, започвайки разговори по въпроса за светския съюз с папа Йоан XXII. През 1339 г. е изпратен със същата мисия до папа Бенедикт XII, който е в изгнание в Авиньон. По това време се запознава с Петрарка, на когото по-късно преподава гръцки.
В средата на тридесетте години на XIV век във връзка с новите преговори за уния, мисията на Варлаам съживява и стария богословски дебат между гърци и римляни. В поредица от антилатински есета, първоначално Варлаам се обявява срещу Римската доктрина за филиоквето, като подчертава, че Бог е непостижим и неговите съждения са недоказуеми. След него Григорий Палама пише аподиктическо слово срещу римските нововъведения, подлагайки на богословска критика „агностицизма“ на Варлаам и неговото безмерно доверие в авторитета на античната философия, тъй като Варлаам е последовател на Аристотеловата схоластика и е филолог. След този богословски сблъсък пламва и доктринален конфликт между Варлаам и Палама, в който Варлаам обвинява Палама в ерес, като защитник на исихазма. Два последователни поместни събора в катедралата „Света София“ в Константинопол през 1341 и 1351 г. осъждат обаче на обратно — обвинявайки Варлаам в ерес.
Варлаам бил осъден и се покаял, завръщайки се в Калабрия. Там той встъпва в лоното на римокатолицизма, въпреки предходните му критики, ставайки и преподавател по гръцки на великия хуманист Франческо Петрарка, а по-късно е ръкоположен и за епископ на Джераче.
Умира през 1348 г., вероятно от бубонна чума.